# تظليل فونغ

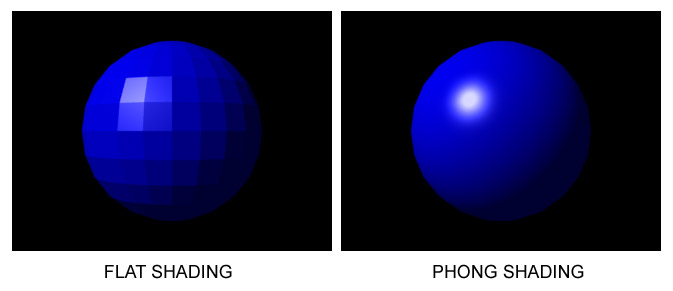
مثال يظهر الفرق بين التظليل المسطح (يسار) وتظليل فونغ (يمين).

تظليل فونغ (بالإنجليزية: Phong shading) هي تقنية استيفاء تستخدم لتظليل سطح ما في رسوميات الحاسب ثلاثية الأبعاد. تقوم هذه الطريقة باستيفاء ناظم السطح لمضلعات مقطعة وتقوم بحساب قيمة اللون عند كل بكسل بالاعتماد على قيم الاستيفاء المحسوبة ونموذج للانعكاس. تم تطوير تظليل فونغ من قبل بوي تونج فونج والتي طرحها في رسالته للدكتوراه عام 1973.